# Coppa dei Campioni d'Africa 1975
La Coppa dei Campioni d'Africa 1975 è stata l'undicesima edizione del massimo torneo calcistico africano per squadre di club maggiori maschili.

## Risultati

### Primo turno
| Squadra 1       | Totale | Squadra 2          | Andata | Ritorno |
| --------------- | ------ | ------------------ | ------ | ------- |
| Djoliba         | 3 - 0  | Mighty Blackpool   | 2 - 0  | 1 - 0   |
| Anges de Fatima | 3 - 2  | Al-Merrikh         | 3 - 0  | 0 - 2   |
| Bame Monrovia   | 1 - 4  | Lomé 1             | 0 - 1  | 1 - 3   |
| Express         | 1 - 0  | Horseed            | 1 - 0  | 0 - 0   |
| Vita Club       | 5 - 1  | Petrosport         | 4 - 0  | 1 - 1   |
| Silures         | 5 - 2  | ES Porto-Novo      | 3 - 2  | 2 - 0   |
| Olympic Niamey  | 1 - 6  | ASEC Mimosas       | 0 - 2  | 1 - 4   |
| Great Olympics  | 1 - 4  | Enugu Rangers      | 0 - 2  | 1 - 2   |
| Embassoyra      | 1 - 3  | Inter Star         | 1 - 1  | 0 - 2   |
| Big Bullets     | a tav. | Matlama            | -      | -       |
| Green Buffaloes | a tav. | Corps Enseignement | -      | -       |
| Hafia           | a tav. | Real de Banjul     | -      | -       |

### Secondo turno
| Squadra 1        | Totale          | Squadra 2        | Andata | Ritorno |
| ---------------- | --------------- | ---------------- | ------ | ------- |
| Inter Star       | 2 - 4           | Al-Merrikh       | 0 - 0  | 2 - 4   |
| Djoliba          | 3 - 4           | Lomé 1           | 1 - 1  | 2 - 3   |
| Express          | 1 - 2           | Ghazl El-Mehalla | 1 - 1  | 0 - 1   |
| Vita Club        | 2 - 3           | Hafia            | 2 - 0  | 0 - 3   |
| CARA Brazzaville | 9 - 4           | Silures          | 4 - 0  | 5 - 4   |
| ASEC Mimosas     | 2 - 2 (6-5 dcr) | ASFA Dakar       | 1 - 1  | 1 - 1   |
| Enugu Rangers    | 1 - 1 (gfc)     | Young Africans   | 0 - 0  | 1 - 1   |
| Big Bullets      | 2 - 5           | Green Buffaloes  | 0 - 2  | 2 - 3   |

### Quarti di finale
| Squadra 1        | Totale          | Squadra 2     | Andata | Ritorno |
| ---------------- | --------------- | ------------- | ------ | ------- |
| Ghazl El-Mehalla | 2 - 1           | Al-Merrikh    | 2 - 1  | 0 - 0   |
| ASEC Mimosas     | 2 - 3           | Lomé 1        | 1 - 0  | 1 - 3   |
| CARA Brazzaville | 2 - 2 (3-4 dcr) | Hafia         | 2 - 0  | 0 - 2   |
| Green Buffaloes  | 3 - 4           | Enugu Rangers | 2 - 2  | 1 - 2   |

### Semifinali
| Squadra 1        | Totale | Squadra 2     | Andata | Ritorno |
| ---------------- | ------ | ------------- | ------ | ------- |
| Hafia            | 2 - 1  | Lomé 1        | 1 - 0  | 1 - 1   |
| Ghazl El-Mehalla | 3 - 4  | Enugu Rangers | 3 - 1  | 0 - 3   |

### Finale

#### Andata
| Conakry 7 dicembre 1975                        | Hafia     | 1 – 0 | Enugu Rangers | Stadio 28 settembre |
| \| \| \| \| \| N’Jo Léa 20’ \| Marcatori \| \| |           |       |               |                     |
|                                                |           |       |               |                     |
| N’Jo Léa 20’                                   | Marcatori |       |               |                     |

#### Ritorno
| Lagos 20 dicembre 1975                                                 | Enugu Rangers | 2 – 3            | Hafia | Stadio Nazionale |
| \| \| \| \| \| Obianika 20’ (rig.) \| Marcatori \| Sory 88’ Ousmane \| |               |                  |       |                  |
|                                                                        |               |                  |       |                  |
| Obianika 20’ (rig.)                                                    | Marcatori     | Sory 88’ Ousmane |       |                  |